# Droga wojewódzka 446
Die Droga wojewódzka 446 (DW 446) ist eine einen Kilometer lange Droga wojewódzka (Woiwodschaftsstraße) in der polnischen Woiwodschaft Niederschlesien, die den Bahnhof in Długołęka mit dem restlichen Straßensystem verbindet. Die Strecke liegt im Powiat Wrocławski.

## Streckenverlauf
Woiwodschaft Niederschlesien, Powiat Wrocławski
-  Długołęka (Langewiese) (DK 98)